# Белий Поток-при-Лембергу
Белий Поток-при-Лембергу (словен. Beli Potok pri Lembergu) — поселення в общині Шмарє-при-Єлшах, Савинський регіон, Словенія. 
Висота над рівнем моря: 296,4 м.